# 南サハリン州
南サハリン州（みなみサハリンしゅう、露語：Южно-Сахалинская область）は、1945年に占領した旧日本領の南樺太及び千島列島を管轄するソビエト連邦の行政区画。日本では一般に「南樺太民政局」の名で知られている。

## 概要
1946年2月2日に発令された「南サハリン州の設置に関するソ連邦最高会議幹部会令」に基づき、1945年9月20日にさかのぼって設置された。既に活動していたソ連側民政機関を「南サハリン州民政局」とした。南サハリン州民政局は、ソ連国民の入植や樺太庁職員の徴用解除など徐々にロシア化を進め、1946年12月には日本人の引揚も開始した。
1947年1月2日に、ソ連領だった北サハリンを合わせて、サハリン州になった。

## 沿革
- 1945年8月9日 - ソ連が日ソ中立条約を一方的に破棄し日本に宣戦布告、日本領樺太に軍事侵攻。
- 1945年8月15日 - 玉音放送が放送される。
- 1945年8月17日 - 樺太庁、婦女子に引揚を命じる。
- 1945年8月20日 - ソ連軍が真岡町に上陸侵攻、真岡郵便電信局事件が起きる。
- 1945年8月22日 - 日ソ停戦協定が成立。実際にはこれ以降も各地で戦闘が継続する。
- 1945年8月28日 - 樺太駐留の日本軍の武装解除が完了。
- 1945年9月2日 - 日本国はポツダム宣言を受諾し、降伏文書に調印。日本軍は無条件降伏した。
- 1945年9月17日 - ソ連側占領民政機関「南サハリン・クリル列島住民管理局」が成立。
- 1945年10月15日 - 日本人向け新聞「新生命」が発行される。
- 1945年11月7日 - 占領後初の革命記念日式典が挙行される。
- 1945年12月30日 - 樺太庁長官が逮捕される。
- 1946年1月29日 - 満州・朝鮮と共に、樺太から日本政府の政治的・行政的管轄権が除外される。（SCAPIN-677）
- 1946年2月1日 - 樺太庁の支庁に相当する「民政署」が設置される。
- 1946年2月2日 - SCAPIN-677を受けて､「南サハリン州の設置に関するソ連邦最高会議幹部会令」が発令され、ソ連による領有宣言がされる。
- 1946年2月5日 - 円からルーブルへ通貨交換が行われる。
- 1946年3月31日 - 南樺太の日本地名をロシア風地名に改称する。
- 1946年4月1日 - 日本の税法が廃止され、以降はソ連の税法によって徴税がなされる。
- 1946年12月5日 - 戦後初の引揚船が出港する。
- 1947年1月2日 - 北サハリンにあるサハリン州に吸収される。

## 組織
- 総務部
- 財政部
- 企画部
- 教育部
- 衛生部
- 農業部
- 商業配給部
- 社会保障部
- 文化部

## 民政署一覧

### 南樺太
- 豊原民政署
- 大泊民政署
- 留多加民政署
- 落合民政署
- 知取民政署
- 敷香民政署
- 恵須取民政署
- 名好民政署
- 泊居民政署
- 真岡民政署
- 本斗民政署

### 千島列島
- 択捉民政署
- 幌筵民政署

## 非ソ連人の人口
1946年7月の調査より
- 日本人:277,649人
- 朝鮮人:27,088人
- アイヌ人:406人
- エヴェンキ人:81人
- ニヴフ人:24人
- ナナイ人:11人
- 中国人:103人
- ポーランド人:27人
- ロシア人:97人（ソ連国民でない、いわゆる残留ロシア人）
- その他:16人